# Ralph Schreiber

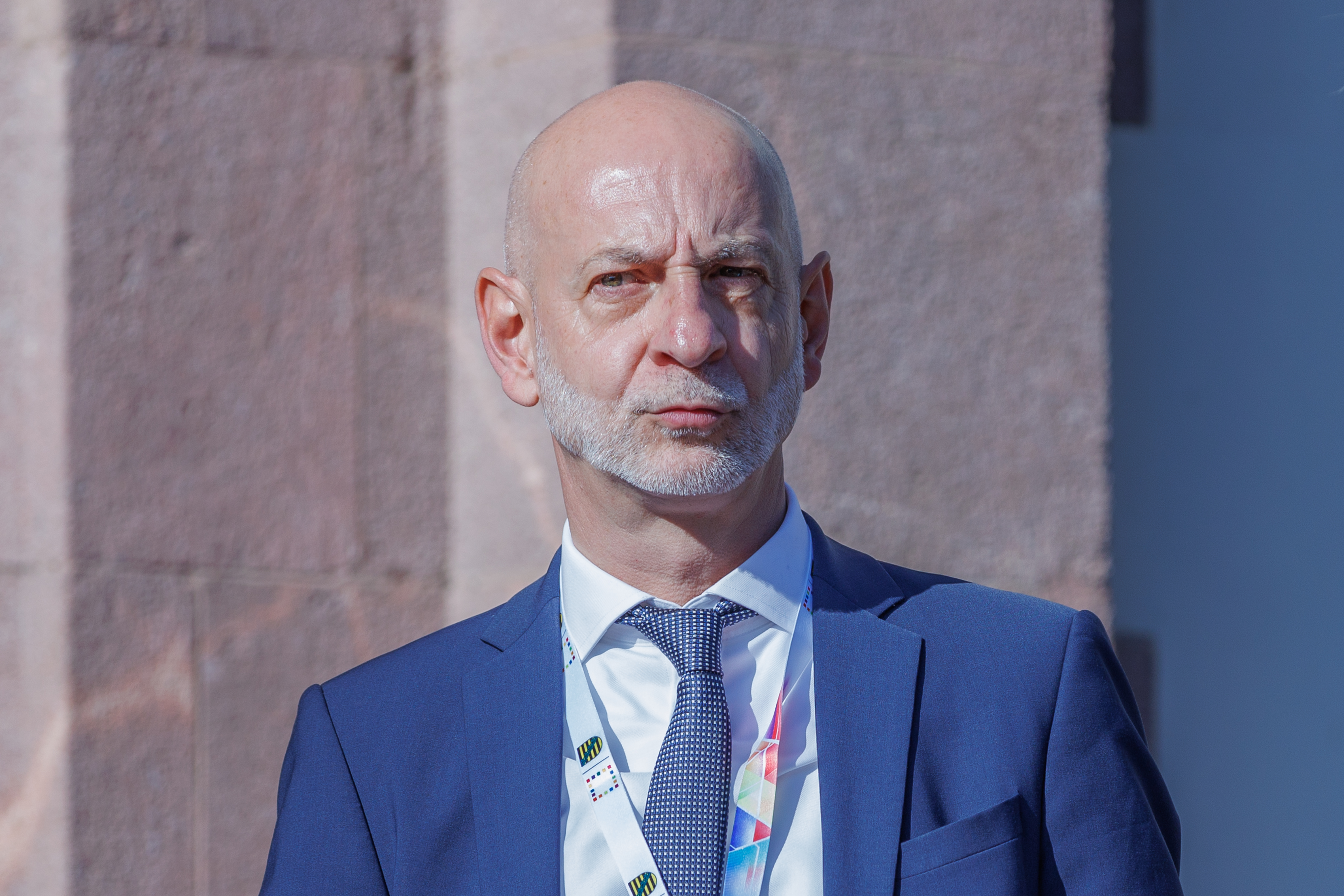
Ralph Schreiber (2024)

Ralph Schreiber (* 8. März 1971 in Dresden) ist ein deutscher politischer Beamter (CDU). Er ist seit 2017 Regierungssprecher des Freistaates Sachsen.

## Leben
Ralph Schreiber war 1990 kurzzeitig Referent in der Volkskammer der Deutschen Demokratischen Republik und dem Deutschen Bundestag. Danach arbeitete er bei der CDU-Fraktion im Sächsischen Landtag von 1991 bis 1996 als parlamentarischer Berater für Europapolitik, Kultur und Medien und von 1996 bis 2003 als stellvertretender Pressesprecher.
Er arbeitete von 2003 bis 2004 unter dem Landesvorsitzenden und Ministerpräsidenten Georg Milbradt als Sprecher der Sächsischen Union und Büroleiter der Generalsekretäre Hermann Winkler und Michael Kretschmer.
Im November und Dezember 2004 war er kurzzeitig Referent beim Chef der Sächsischen Staatskanzlei, Hermann Winkler, ehe Schreiber 2005 als Pressesprecher und Leiter des Referates Presse und Öffentlichkeitsarbeit zum Sächsischen Staatsministerium für Soziales (ab 2009 auch für Verbraucherschutz zuständig) wechselte. Dort diente er unter den Staatsministerinnen Helma Orosz, Christine Clauß und Barbara Klepsch (alle CDU). Diesen Posten übte er 10 Jahre aus und war im Anschluss von 2015 bis 2017 Pressesprecher und Leiter des Pressereferates der Sächsischen Staatskanzlei.
Schreiber wurde mit Wirkung vom 1. August 2017 unter Ministerpräsident Stanislaw Tillich (CDU) als Nachfolger Christian Hoose zum Regierungssprecher des Freistaates Sachsen ernannt. Auch nach der Wahl von Michael Kretschmer zum Ministerpräsidenten im Dezember 2017 und im Dezember 2024 bleibt er im Amt.
Er ist Mitglied der CDU.